# Rudtjärnen (Stora Tuna socken, Dalarna, 671701-147580)
Rudtjärnen är en sjö i Borlänge kommun i Dalarna och ingår i Dalälvens huvudavrinningsområde.